# Strada Statale 613 Brindisi-Lecce
Die Strada Statale 613 „Brindisi-Lecce“ ist eine italienische Staatsstraße.

## Geschichte
Die Straße wurde 1970 als Staatsstraße gewidmet und erhielt die Nummer 613 und die Bezeichnung „Brindisi-Lecce“.

## Verlauf
Die SS 613 verbindet die Provinzhauptstädte Brindisi und Lecce parallel zur historischen Staatsstraße 16, die mittlerweile zur Provinzialstraße herabgestuft wurde.